# Nelly Furtado
Nelly Furtado (anglès: Nelly)  (Victoria, 2 de desembre de 1978) és una cantant canadenca. Ha tret tres discos des de l'any 2000, i té dos fills, un nen i una nena. El seu estil musical va començar sent pop i una mica folk, però després del seu disc, Loose, va fer un gir cap al hip-hop i al R&B. Ha participat com a actriu a la sèrie CSI:Las Vegas, en un capítol emès durant el mes de febrer de 2007 a Amèrica.

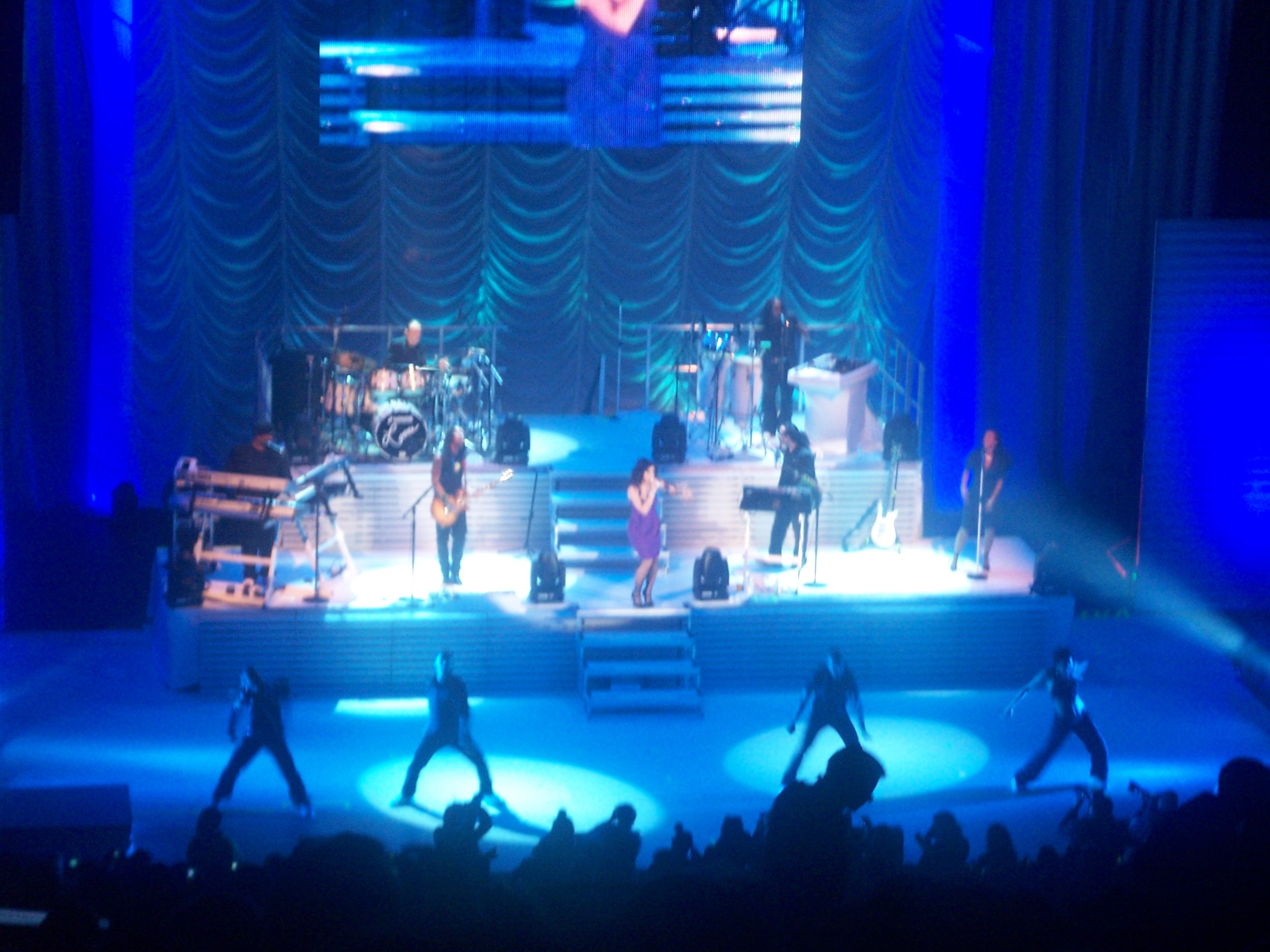
Nelly Furtado en concert

La seva carrera musical va començar quan ella tenia 20 anys, l'any 2000, amb el seu primer senzill I'm Like A Bird, amb el qual obtingué molt d'èxit. El seu segon disc era molt més folklòric, i no va tenir gaire èxit mundialment, excepte en alguns llocs d'Europa com Alemanya o Portugal. La re-invenció d'ella mateixa va arribar de la mà del productor Timbaland, amb el seu reeixit tercer disc Loose.
Mundialment ha venut més de 15 milions de discos i més de 30 milions de senzills.

## Discografia
- Whoa, Nelly!
  - Vendes mundials: 6.500.000 (6xPlatí)
  - EUA: 2.700.000 (2xPlatí)
- Folklore
  - Vendes mundials: 2.250.000 (2xPlatí)
  - EUA: 650.000 (Or)
- Loose
  - Vendes mundials: 8.600.000 (8xPlatí)
  - EUA: 2.100.000 (2xPlatí)
- Mi Plan
- The Spirit Inderstructible
- The Ride
- 7

## Senzills
| Any  | Senzill                                                                   | Posicions màximes | Posicions màximes | Posicions màximes | Posicions màximes | Posicions màximes | Posicions màximes | Posicions màximes | Posicions màximes |
| Any  | Senzill                                                                   | MON               | EUA               | UK                | HOL               | CAN               | ALE               | AUS               | NZL               |
| ---- | ------------------------------------------------------------------------- | ----------------- | ----------------- | ----------------- | ----------------- | ----------------- | ----------------- | ----------------- | ----------------- |
| 2000 | "I'm like a Bird"                                                         | 7                 | 9                 | 5                 | 4                 | 1                 | 41                | 2                 | 2                 |
| 2001 | "Turn off the Light"                                                      | 3                 | 5                 | 4                 | 7                 | 7                 | 31                | 7                 | 1                 |
| 2006 | "Promiscuous" (featuring Timbaland)                                       | 4                 | 1                 | 3                 | 9                 | 1                 | 6                 | 2                 | 1                 |
| 2006 | "Maneater"                                                                | 4                 | 16                | 1                 | 10                | 5                 | 4                 | 3                 | 2                 |
| 2006 | "Say It Right"                                                            | 2                 | 1                 | 10                | 2                 | 1                 | 2                 | 2                 | 1                 |
| 2006 | "All Good Things (Come to an End)"                                        | 5                 | 86                | 4                 | 1                 | 4                 | 1                 | 12                | 12                |
| 2007 | "Give It to Me" (Timbaland featuring Nelly Furtado and Justin Timberlake) | 3                 | 1                 | 1                 | 10                | 8                 | 3                 | 16                | 2                 |
|      | Total Senzills Numero 1                                                   | —                 | 3                 | 2                 | 1                 | 3                 | 1                 | —                 | 3                 |

## Guardons
Nominacions
- 2002: Grammy al millor nou artista